# Умирай трудно
„Умирай трудно“ (на английски: Die Hard) е американски екшън филм от 1988 г. на режисьора Джон Мактиърнън, по романа на писателя Родърик Торп „Nothing Lasts Forever“.
Това е пробивът на Брус Уилис на големия екран, както и начало на една от най-популярните поредици в историята на киното. Филмът е номиниран за 4 награди Оскар – за филмов монтаж, за звук, за звуков монтаж и за визуални ефекти.

## Сюжет
Внимание:  Текстът по-долу разкрива сюжета на произведението (или части от него)!
В навечерието на Коледа Джон Макклейн, полицай от Ню Йорк, пристига в Лос Анджелис с надеждата да се помири с бившата си съпруга Холи на парти, организирано от нейния работодател, корпорация Накатоми. Мястото, където ще се проведе партито, е огромна сграда кула „Накатоми Плаза“. Джон Макклейн пристига в кулата с лимузина, шофирана от Аргайл, точно когато сградата е превзета от германския радикал и терорист Ханс Грубер и неговата тежко въоръжена банда. Всички служители в кулата са взети за заложници, с изключение на Макклейн, който успява да избяга.
Грубер се представя за терорист, но това което наистина иска, е да открадне облигации на приносител на стойност 640 милиона долара от трезора на сградата. Корпоративният директор Джоузеф Такаги отказва да даде кода за достъп до трезора, Грубер хладнокръвно убива Такаги и инструктира един от неговите гангстери на име Тео да проникне в трезора. Терористите знаят, че Макклейн е в сградата, но не го виждат като голяма пречка, така че Грубер изпраща само един човек да се справи с Макклейн. Джон обаче убива стрелеца, взема пистолета и уоки-токито му и се опитва да се свърже с полицията в Лос Анджелис. Сигналът на Макклейн за някакви „терористи“ се възприема много скептично и затова само една патрулна кола е изпратена до „Накатоми Плаза“, управлявана от сержант Ал Пауъл. Междувременно Макклейн убива още терористи и им отнема чантата с най-мощния експлозив C-4 и детонатори. Пристигайки в кулата, Пауъл не намира нищо подозрително и се кани да си тръгне, но Макклейн хвърля трупа на терорист върху колата му. Разбирайки, че всичко е много сериозно, Пауъл незабавно вика подкрепления и SWAT екип се опитва да щурмува сградата. Терористите обаче са готови за атаката и откриват огън в отговор. Макклейн хвърля няколко пакета C-4 в асансьорна шахта, предизвиквайки експлозия, която убива някои от терористите и прекратява атаката.
Осъзнавайки, че Макклейн се превръща в твърде голям проблем за него, Грубер кара Хари Елис, колега на съпругата на Макклейн и един от заложниците, да убеди Макклейн да се предаде. Разбира се Джон отказва и разярен от провала, Грубер убива Елис. Докато проверява експлозиви на покрива, Грубер среща Макклейн и се преструва на избягал заложник. Макклейн дава пистолет на Грубер, който веднага се опитва да застреля Макклейн, само за да открие, че пистолетът е незареден. Макклейн бяга, но терористите стрелят по огромни стъкла, а Джон, който остава без обувки, получава множество наранявания по краката си. По това време агентите на ФБР се намесват в случващото се. За да оставят терористите на тъмно и да ги объркат, агентите нареждат да спрат тока на сградата, но Грубер чака точно това. Без електричество последната ключалка на трезора е деактивирана и сега бандитите могат да откраднат облигациите.
След като залавя плячката, Грубер изисква хеликоптер да кацне на покрива на кулата. ФБР се съгласява с това искане, възнамерявайки в бъдеще да изпрати атакуващи хеликоптери, които да унищожат хеликоптера с терористите. Само Макклейн разбира какъв е истинският план на бандитите. В действителност Грубер планира да взриви покрива като убие заложниците и да инсценира смъртта на екипа си, а той самият да избяга с кола през подземния гараж. Междувременно Грубер вижда новинарски репортаж, показващ децата на Макклейн и след като вижда реакцията на Холи, намира снимка на семейство Макклейн в офиса ѝ. Лидерът на терористите разбира, че съпругата на неуловимия полицай е в ръцете му. Бандитите нареждат на заложниците да отидат на покрива на сградата, но Макклейн убива един от терористите и изпраща заложниците на долните етажи. По този начин Джон успява да спаси живота на заложниците, защото скоро на покрива избухва експлозия, която унищожава пристигналия хеликоптер на ФБР.
Бандит на име Тео слиза в подземния паркинг, но там е нокаутиран с юмрук в челюстта от шофьора на лимузината Аргайл, който е бил заключен в гаража през цялото това време. Раненият Макклейн открива Холи с Грубер и един оцелял бандит. Макклейн се преструва, че се предава на Грубер, но тогава Джон изтегля пистолета си, залепен с тиксо на гърба си, и използва последните два куршума. Един куршум убива бандита, а вторият ранява самия Грубер, който пада през прозореца, но в последния момент грабва каишката на часовника на Холи. Висящ над бездната, Грубер насочва пистолет към съпрузите Макклейн, но тогава Джон успява да разкопчае гривната и Ханс Грубер пада от височина 32 етажа.
Джон и Холи излизат от сградата и се срещат със сержант Пауъл. По това време последният оцелял терорист Карл, който е избягал от кулата под прикритието на заложник, се опитва да застреля Джон, но той е убит от Пауъл. Репортерът Торнбърг пристига на място и се опитва да интервюира Макклейн, но Холи го удря в лицето. Шофьорът на Аргайл отваря вратата на гаража с лимузина и отвежда помирените Джон и Холи да празнуват Коледа.

## Актьорски състав
| Актьор               | Роля                                                                              |
| -------------------- | --------------------------------------------------------------------------------- |
| Брус Уилис           | Джон Макклейн – полицейски детектив от Ню Йорк                                    |
| Алън Рикман          | Ханс Грубер – лидер на терористите                                                |
| Александър Годунов   | Карл – терорист, заместник на Грубер                                              |
| Бони Беделия         | Холи Дженеро-Макклейн – изпълнителен директор на Накатоми и бивша съпруга на Джон |
| Реджиналд ВелДжонсън | Ал Пауъл – полицейски сержант на Лос Анджелис                                     |
| Пол Глийсън          | Дуейн Т. Робинсън – заместник-началник на полицията на Лос Анджелис               |
| Деворо Уайт          | Аргайл – шофьор на лимузината на Джон Макклейн                                    |
| Уилям Атертън        | Ричард Торнбърг – безскрупулен телевизионен репортер                              |
| Кларънс Гилиард      | Тео – технически специалист на Грубер                                             |
| Харт Бохнър          | Хари Елис – изпълнителен директор на Накатоми                                     |
| Джеймс Шигета        | Джоузеф Йошинобу Такаги – главен изпълнителен директор на Накатоми                |

## Снимачен процес
- Личният хонорар на Брус Уилис за филма е 5 милиона долара.
- Този филм е дебютът в киното за 40-годишния Алън Рикман. Това се случва, след като през пролетта на 1987 г. продуцентът Джоел Силвър и режисьорът Джон Мактирнан присъстват на пиесата „Опасни връзки“, в която Алън Рикман играе виконт дьо Валмон. Силвър и Мактиърнън веднага разбират, че са намерили актьора, който да играе главния злодей.
- Основните снимки започват през ноември 1987 г. и са завършени до началото на март 1988 г. с бюджет от приблизително 35 милиона долара.
- След заснемането на сцената, в която Макклейн застрелва терориста над масата, Уилис оглушава с лявото си ухо за няколко дни, тъй като силните халосни изстрели са твърде близо до главата му.
- Във финалната сцена, когато главният злодей Грубер пада от небостъргач, самият Алън Рикман участва по желание на режисьора. Актьорът трябва да падне по гръб върху купчина картонени опаковки. На Рикман е казано, че ще го бутнат по команда „Едно-две-три“, но го измамват и той полетява надолу след „Едно-две“. Режисьорът много харесва кадъра, защото уплашената реакция на актьора е много естествена.
- Според универсалния речник на общата лексика „Lingvo Universal“ основните значения на „die hard“ са „издръжлив, упорит човек; упорит, непреклонен; резистентен“. Речникът „Cambridge Dictionary“ дефинира „die hard“ като „човек, който не желае да промени или изостави своята идея или поведение, дори когато има основателни причини за това“.
- Трудностите при точния превод на израза „Die hard“ водят до факта, че в много страни по света филмът получава напълно различни имена на местния език. Във Финландия първият филм беше пуснат под заглавието „През мъртвото ми тяло“, но всички следващи части са пуснати като „Die Hard“. Полското заглавие на филма е „Стъклен капан“. В Унгария филмът се казва „Дай живота си по-скъпо“, втората част – „Животът ти е още по-скъп“, а третата част – „Животът винаги е скъп“. В Германия всички части от филма са пуснати под заглавието „Умирай бавно“. В Испания филмът се казва „Кристална джунгла“, а в СССР и Русия – „Костелив орех“. Заглавието на филма в Португалия е „Обир на небостъргач“. Сръбският, хърватският и босненският превод на заглавието е „Умри като истински човек“.
- Експлозията на покрива на сградата Накатоми е създадена с помощта на миниатюрен модел. Това е единственият макет, използван във филма.
- Брус Уилис купува Lincoln Town Car Limousine 1986 (колата на Аргайл) за лична употреба след снимките.
- Музиката, която се изпълнява в сцената, в която Пауъл убива Карл, е неизползван саундтрак на Джеймс Хорнър от филма „Пришълците“.
- Фразата Yippee-kai-yay, motherfucker! („Йо-хо-хо, копеле!“) се превръща в знаков за героя на Уилис, появявайки се във всичките пет филма на Макклейн. Фразата е обявена за номер 96 в 100-те най-велики филмови фрази на списание „Premiere“ през 2007 г.
- В сцената, в която Джон Макклейн тича бос по стъклените парчета, Брус Уилис носи специални „гумени“ обувки, които приличат на собствените му крака. При внимателно гледане се вижда колко големи изглеждат „босите“ крака на главния герой поради това.
- Сцената, в която се срещат Брус Уилис и Алън Рикман, не е била предварително репетирана, за да се създаде по-голямо усещане за спонтанност между актьорите.
- Само няколко от актьорите, които играят „германските“ терористи, всъщност са немци и само още няколко са можели да говорят развален немски. Актьорският състав е избран единствено заради техния „заплашителен“ външен вид, а височината изиграва голяма роля, тъй като 9 от 12-те „терористи“ са над 6 фута (183 cm).
- В първия снимачен ден Алън Рикман заснема сцена, в която героят му скача от перваз, висок около три фута (90 cm). Рикман скача много лошо и уврежда хрущяла на коляното си. Лекарят казва на актьора да не натоварва крака си и така Рикман трябвало да ходи една седмица с патерици. Поради това в сцената, в която Грубер стои и говори с Макклейн, Алън Рикман стои на един крак през цялото време.
- По ирония на съдбата Брус Уилис, който е подиграван от главния „германския“ терорист, че е „американски“ герой, всъщност е по-германец от повечето злодеи. Алън Рикман е англичанин, Александър Годунов е руснак, а Уилис е роден в Западна Германия от брак между американски гражданин и германка.
- В оригиналния сценарий, както и в оригиналния роман, действието се развива в продължение на три дни, но Джон Мактиърнън настоява всичко да се случи в рамките на една нощ – като в комедията „Сън в лятна нощ“ на Уилям Шекспир.
- Сцената, в която Джон прегръща Холи (след смъртта на главния злодей Грубер), е заснета едва от четвъртия път, тъй като актрисата Бони Беделия непрекъснато се смеела на лудориите на Уилис. На първия дубъл Брус прошепнал на Бони „Не искам да правя това“, на втория дубъл актьорът изпискал „Да!“ с тънък глас, а третият дубъл е провален, когато Уилис започнал да крещи като маймуна.
- Сцената, в която Джон Макклейн се опитва да строши прозореца със стол, за да привлече вниманието на Пауъл, изисква няколко дубли, тъй като стъкленият прозорец е твърде здрав, за да се счупи с един удар, както е показано във филма. Стъкленият прозорец е толкова здрав, че Уилис просто счупва стола, преди да счупи прозореца.
- В историята всички терористи са „германци“, с изключение на един черен и азиатец. Германското правителство се стреми да гарантира, че всякакви явления на германския екстремизъм и тероризъм са потулени по всякакъв възможен начин, а имената на най-омразните организации, като „Фракция Червена армия“, също не са споменати изобщо в пресата или в игрални филми. Това води до факта, че в немския дублаж сюжетът се променя драматично: имената на отрицателните герои са англицизирани и техният произход е прехвърлен от Германия в Ирландия. Лидерът на терористите Ханс Грубер става Джак, неговият приближен Карл става Чарли, Хайнрих става Хенри, а всички те са представени като ирландски екстремисти. Фразата на главния герой, че терористите очевидно са германци, е заменена че са от Европа.
- Оригиналният роман на Родерик Торп „Нищо не е вечно“, е написан от него под впечатлението му от филма „Ад в небето“ и е продължение на другия му роман „Детектив“, който е превърнат във филм със същото име през 1968 г. с Франк Синатра в главната роля. В книгата на Торп главният герой спасява дъщеря си от престъпници, а във филма съпругата си.
- Когато полицейският диспечер казва на сержант Пауъл да проучи сградата на Накатоми, тя му казва, че това е „Код 2“. Това означава, че полицията трябва да кара много тихо до мястото на престъплението, без да включва сирените.
- Fox Plaza (централата на „20th Century Fox“), която е в процес на изграждане в Century City, разположен на Холивудска алея на славата в Лос Анджелис, е използвана като сградата „Накатоми Плаза“ във филма. Основните условия за наемане на сградата са да не се снима през деня и да няма щети от пиротехнически ефекти.
- Актрисата Бони Беделия каза в интервю, че ако се спомене „Умирай трудно“ в нейно присъствие, първият човек, за когото си спомня, е Алън Рикман. На снимачната площадка на филма те стават много близки приятели и всеки ден обядват заедно. Според актрисата в реалния живот Рикман е мил и нежен човек.
- Арнолд Шварценегер отказва ролята на Джон Макклейн, за да изиграе една от главните роли в комедията „Близнаци“.
- Преди да се появи в този филм, Брус Уилис е известен с комедийната си роля в романтичния детективски сериал „Съдружници по неволя“, с участието на Сибил Шепърд. След като получава предложение да участва в „Умирай трудно“, Уилис първоначално отказва, но по това време Шепърд е бременна и снимките на сериала са спрени за единадесет седмици. Това дава на Брус достатъчно време за ролята на Макклейн.
- Брус Уилис е левичар и затова стандартната Beretta 92F на Джон Макклейн е съответно модифицирана.
- Уилис има 17 еднакви тениски в гардероба си по време на снимките с различна степен на „изтърканост“. През 2007 г. Брус дарява една от тези тениски на Смитсониън.
- Странно изглеждащото оръжие, което Карл използва във филма, е Steyr AUG, произведена в Австрия щурмова пушка.
- Цялата сграда на Накатоми трябва да бъде контролирана от суперкомпютър, а сцените, в които Макклейн е заловен в офиса и Грубер нарежда прозорците да бъдат разбити, трябва да бъдат в компютърната зала. Големият тъмен обект е компютър, моделиран по суперкомпютъра ETA-10. Този модел е малко по-голям от истинския компютър.
- За сцената, в която Макклейн хвърля експлозиви C-4 в асансьорната шахта за да спре атаката, екипът не е изчислил количеството пиротехника и експлозията взривява всички прозорци на единия етаж на сградата.
- В трезора на Накатоми Плаза терористите намират картина на Едгар Дега от 1873 г. „Ecole de dance“ („Клас по танци“). Всъщност тази картина се съхранява в Музея на изкуствата „Коркоран“ във Вашингтон.
- Първият изстрел във филма звучи едва 18 минути след началото.
- Личното оръжие на Ханс Грубер е германският Heckler & Koch P7.
- Чантите, носени от терористите, са чанти Pro Shooters Range, произведени от „Eagle Industries“.
- Следните известни актьори са разглеждани за ролята на Джон Макклейн: Ричард Гиър, Силвестър Сталоун, Харисън Форд, Мел Гибсън, Арнолд Шварценегер, Клинт Истууд, Робърт де Ниро, Чарлз Бронсън, Дон Джонсън, Ричард Дийн Андерсън, Сам Нийл и Майкъл Мадсън. Линда Хамилтън, Джийна Дейвис, Дебра Уингър, Мишел Пфайфър, Джейми Лий Къртис, Кари Фишър и Кели Макгилис са разглеждани за ролята на съпругата на Макклейн. По лична препоръка на Уилис в крайна сметка е избрана актрисата Бони Беделия.
- Брус Уилис казва в интервю, че много от истинските ченгета, които среща при подготовката си за ролята и които са работили като технически съветници по филма, харесват шегите с „черен хумор“.
- Когато Такаги среща Макклейн за първи път, той му казва: „Пърл Харбър не работи, затова ти донесохме магнетофони“. Актьорът Джеймс Шигета, който играе Такаги, също играе вицеадмирал Чуичи Нагумо, един от организаторите на атаката срещу Пърл Харбър във филма „Битката за Мидуей“.
- Последната сцена с хеликоптера отнема шест месеца за завършване и само два часа за заснемане. Участват девет екипа, които заснемат сцената с двадесет и четири различни камери.
- За „взривовете“ са използвани минометни устройства, пълни с пропан. Пламъкът продължава шест секунди.
- Режисьорът Мактиърнан предлага известната „Ода на радостта“ от Лудвиг ван Бетовен да стане музикална тема на терористите. Ханс Грубер дори си го тананика, докато се вози в асансьора с г-н Такаги. Композиторът Майкъл Кеймън първоначално смята това за „богохулство“, но Мактиърнън го убеждава, че е прав, като дава за пример филма „Портокал с часовников механизъм“. Там „Ода на радостта“ е музикалната тема за бруталното насилие.
- Мостът, показан в офиса на Такаги, е дело на най-известния американски архитект Франк Лойд Райт, създаден през 1949 г.
- Огнестрелните оръжия, използвани във филма, са истински, но модифицирани за работа с халосни патрони. Такива патрони имат минимално дулно избухване, а режисьорът Мактиърнън иска ярък, „преувеличен реализъм“. В тази връзка е прочутата сцена на американски командоси, стрелящи по извънземно чудовище в „Хищникът“, предишния филм на Мактиърнън – в кадъра има залп от картечници, гранатомети и дори от самолетна картечница. За да изпълни желанията на режисьора, координаторът на специалните ефекти Ал Ди Саро „модернизира“ заготовките по такъв начин, че шумът при изстрел да е максимален. В допълнение филмът включва кадри от стрелба на полигон в Тексас с истински бойни патрони.
- Адресите и телефонните номера, посочени на контролния компютър на полицията в Лос Анджелис за ръководството на Накатоми Плаза, са действителните номера на ръководството на Fox Plaza.
- Тъй като всеки път, когато Алън Рикман стреля, той неволно примигва с очи и потрепва лицето си, режисьорът Мактиърнън решава да заснеме актьора по такъв начин, че лицето на Рикман да не попада в кадър по време на снимките.
- Общо 21 души „умират“ във филма.

## Български дублаж
| Преводач            | Христо Христов                                                              |
| Тонрежисьор         | Стефан Македонски                                                           |
| Режисьор на дублажа | Чавдар Монов                                                                |
| Озвучаващи артисти  | Силвия Лулчева Марин Янев Здравко Методиев Станислав Димитров Ивайло Велчев |

| Преводач            | Илияна Велчева                                                                                           |
| Тонрежисьор         | Стефан Дучев                                                                                             |
| Режисьор на дублажа | Димитър Кръстев                                                                                          |
| Озвучаващи артисти  | Даниела Йорданова Христина Ибришимова Христо Узунов Силви Стоицов Стефан Сърчаджиев-Съра Димитър Иванчев |